# Manettia umbellata
Manettia umbellata är en måreväxtart som beskrevs av Hipólito Ruiz López och Pav.. Manettia umbellata ingår i släktet Manettia och familjen måreväxter.
Artens utbredningsområde är Peru. Inga underarter finns listade i Catalogue of Life.